# Jan Nepomuk Vojtěch Maxant

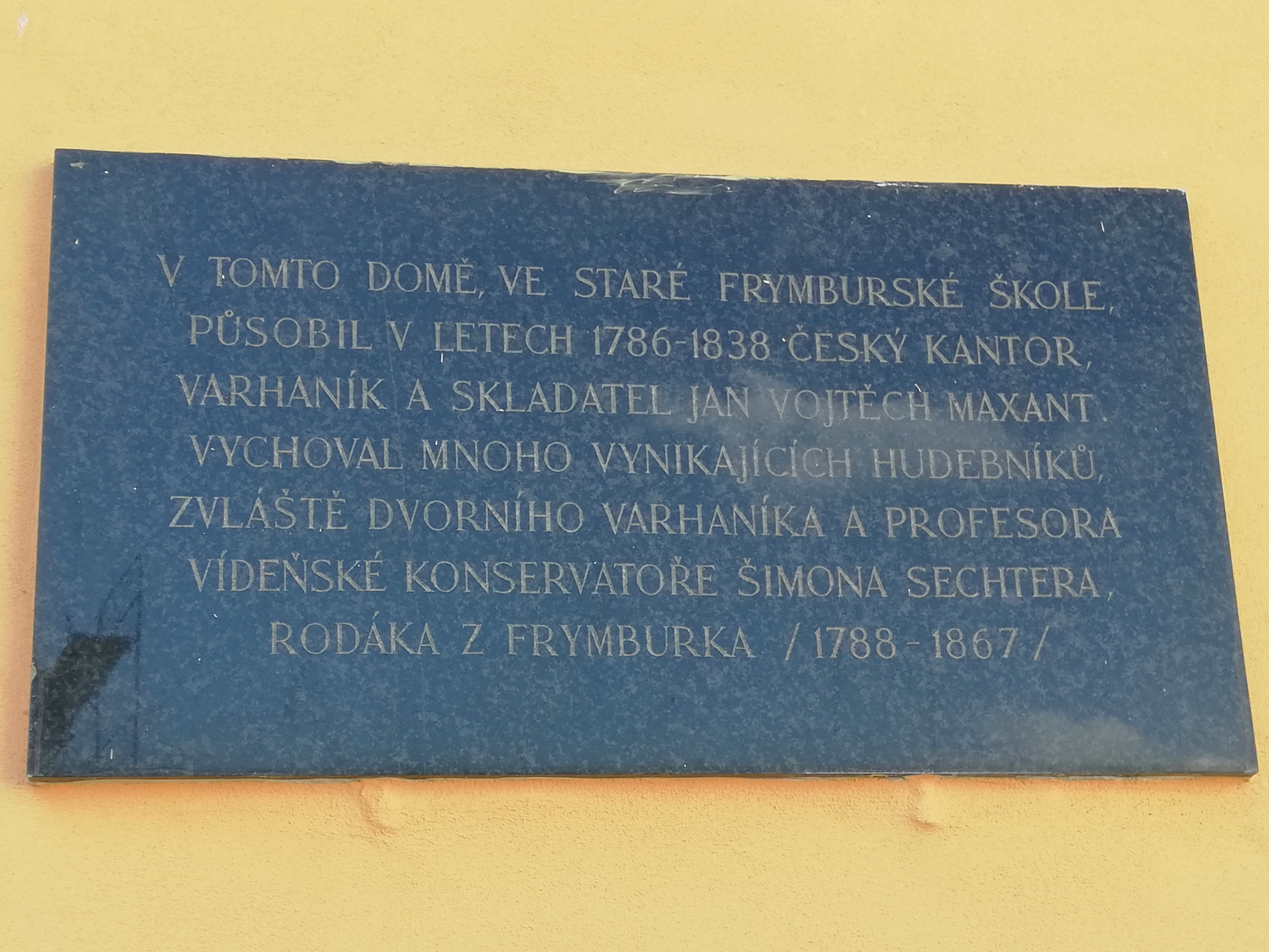
Pamětní deska na staré frymburské škole

Jan Nepomuk Vojtěch Maxant, také Maxandt (22. března 1755 Divice – 19. prosince 1838 Frymburk) byl hudební skladatel, varhaník a pedagog.

## Život
Narodil se v rodině divického šenkýře a řezníka Jakuba Maxanta, poddaného na cítolibském panství. Jeho matka Kateřina byla rozená Pémová. Kmotrem při křtu v kostele sv. Jiljí ve Vinařicích a učitelem hudby mu byl tamní kantor Jan Václav Rokos (1728–1784), žák hudebního skladatele a varhaníka v Cítolibech Václava Jana Kopřivy. Maxant byl vrstevníkem Jakuba Lokaje a synů V. J. Kopřivy – Jana Jáchyma Kopřivy a Karla Blažeje Kopřivy z 8 km vzdálených Cítolib. Ve svých osmnácti letech Maxant uprchl z poddanství a v premonstrátském klášteru ve Schläglu (česky Drkolná, dnes součást městyse Aigen–Schlägl) vyučoval hudbu a vedl dětský pěvecký sbor. V roce 1776 se stal ředitelem školy ve Frymburku, kde působil dalších 52 let. Mezi jeho žáky patřil Andreas von Baumgartner, který z vděčnosti nechal Maxantův frymburský hrob na vlastní náklady opatřit železným křížem. Maxant byl kmotrem při křtu a učitelem Simona Sechtera, pozdějšího hudebního teoretika, hudebního pedagoga, varhaníka, dirigenta a skladatele, mj. učitele Antona Brucknera.  U Sechtera konzultoval problematiku dvojitého kontrapunktu i Franz Schubert.

## Dílo
Maxant složil 19 mší, 6 rekviem, moteta, tantum ergo, 42 árií, preludia pro varhany, klavírní sonáty a variace. Většina jeho skladeb se dochovala ve schwarzenberské hudební sbírce, uložené v českokrumlovské pobočce Státního oblastního archivu v Třeboni, a v Českém muzeu hudby.

## Připomenutí památky
Na budově staré frymburské školy, dnes Penzion Stará Škola je pamětní deska s textem: V tomto domě ve staré frymburské škole působil v letech 1786–1838 český kantor varhanik a skladatel Jan Vojtěch Maxant který vychoval mnoho vynikajících hudebníků zvláště dvorního varhaníka a profesora vídeňské konservatoře Sechtera rodáka z Frymburka 1787 – 1867. Ve Frymburku je po něm pojmenován hotel a restaurace.